# Preguiça (São Nicolau)
Preguiça (crioll capverdià Prgisa) és una vila a l'est de l'illa de São Nicolau a l'arxipèlag de Cap Verd. Està situada vora la badia de São Jorge, 6 kilòmetres a l'est de Ribeira Brava. Al seu territori s'hi troba l'aeroport de Pregiça.
Preguiça va construir per primer cop una fortalesa coneguda com a Forte do Príncipe Real. En 1945 s'hi va construir l'aeroport de Sal que fou completada en 1949, i més tard s'hi construí un assentament conegut com a Preguiça al mig de l'illa.
El seu club de futbol és l'Académica da Preguiça que juga a la lliga regional de São Nicolau.

## Població històrica
- 2000 (Cens de 16 de juny): 465
- 2005 (1 de gener): 477
- 2010 (Cens): 567[1]